# Dichocarpum basilare
Dichocarpum basilare är en ranunkelväxtart som beskrevs av Wen Tsai Wang och P.K. Hsiao. Dichocarpum basilare ingår i släktet Dichocarpum och familjen ranunkelväxter. Inga underarter finns listade i Catalogue of Life.